# Air Somalia
Air Somalia — частная авиакомпания, базирующаяся в Сомали. Стала первой частной авиакомпанией, которой владеют уроженцы Сомали.

## Обзор
Авиакомпания была основана в 2001 году. Обеспечивала внутренние пассажирские и международные перевозки по направлениям в Африке и на Ближнем Востоке. В 2002 году у авиакомпании был один Ту-154, который затем поставили на хранение и сдали на слом. В 2002 году Air Somalia сообщила, что прекратила все полёты и прошла процедуру ликвидации юридического лиц.

## История
В июне 2001 года Air Somalia запретили летать в Сомалиленд по причине обвинений в том, что авиакомпания практиковала небезопасные полеты. Сомалийские СМИ в ответ заявили, что причиной запрета было то, что в названии авиакомпании было слово «Сомали» и нарисована сомалийская звезда. Однако, министр гражданской авиации и воздушного транспорта Сомалиленда Абдиллахи Дуале опровергал эти сообщения.

## Флот

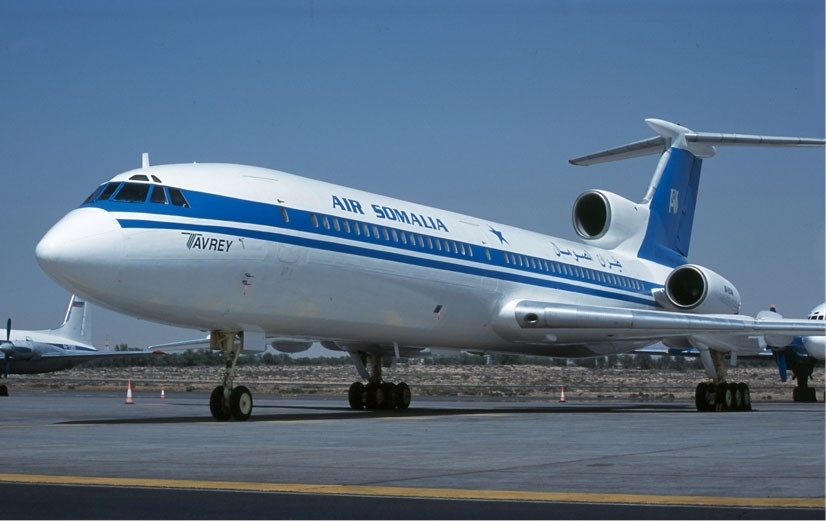
Ту-154 Air Somalia в аэропорту Шарджи в 2001 году.

### История
У Air Somalia был только один самолет Ту-154, который претерпел четыре регистрационных изменения, пока принадлежал этой авиакомпании. Самолет был изготовлен приблизительно в 1990-х годах. Ранее принадлежал пяти авиакомпаниям: «Аэрофлоту», Latavio-Baltic International, Latavio, «Таврии» и «Таврии Мак». 21 декабря 2000 года был передан Air Somalia, сдан на хранение 17 января 2002 года. На веб-сайте PlaneLogger утверждается, что самолет был сдан на слом и не совершал полетов с 2001 года. Однако, самолет был замечен в международном аэропорту Дубая 31 октября 2002 года и затем в международном аэропорту Шарджи 28 января 2003 года.

### Изменения в регистрации
За время работы в Air Somalia бортовой номер Ту-154 менялся четыре раза. Когда самолет был передан Air Somalia, его регистрационный номер был UR-85546. 21 сентября 2001 года регистрация была изменена на ER-TAI, а 3 ноября 2001 года была изменена обратно на UR-85546. В последний раз его регистрационный номер был изменен на ER-TAI 30 декабря 2001 года.

### Таблица
| Самолёт | Количество | Пассажиры | Пассажиры | Пассажиры | Примечания                               | Источники               |
| Самолёт | Количество | C         | Y         | Всего     | Примечания                               | Источники               |
| ------- | ---------- | --------- | --------- | --------- | ---------------------------------------- | ----------------------- |
| Ту-154  | 1          |           |           |           | Регистрационный номер UR-85546 и ER-TAI. | [ 3 ] [ 4 ] [ 6 ] [ 7 ] |
| Всего   | 1          |           |           |           |                                          |                         |